# معهد أبحاث علم الأمراض الجزيئية
معهد أبحاث علم الأمراض الجزيئية (Research Institute of Molecular Pathology) هو مركز أبحاث طبي حيوي، يقوم بإجراء أبحاث أساسية مدفوعة بالفضول في علوم الحياة الجزيئية.
يقع معهد أبحاث علم الأمراض الجزيئية في مركز فينيا الحيوي (Vienna BioCenter)، فيينا، النمسا. يوظف المعهد حوالي 270 شخصًا من 40 دولة، منهم أكثر من 200 عالم. لغة العمل في معهد أبحاث علم الأمراض الجزيئية هي اللغة الإنجليزية. تم تأسيس معهد أبحاث علم الأمراض الجزيئية في عام 1985 ويتم تمويله من قبل شركة الأدوية بوهرينجر إنجلهيم والمنح البحثية.

## ابحاث
يتألف معهد أبحاث علم الأمراض الجزيئية من 15 مجموعة بحثية مستقلة تقوم بإجراء أبحاث بيولوجية أساسية عبر المجالات التالية:
- علم الأحياء الجزيئي والخلوي.
- البيولوجيا الهيكلية والكيمياء الحيوية.
- التعبير الجيني وبيولوجيا الكروموسوم.
- بيولوجيا الخلايا الجذعية وتطورها.
- علم المناعة والسرطان.
- علم الأعصاب.

### المنشورات والجوائز والتكريمات
ينشر العلماء في معهد أبحاث علم الأمراض الجزيئية ما بين 60 إلى 90 ورقة بحثية في مجلات دولية لاستعراض الأقران سنويًا: بين عامي 1985 و2017، تم نشر أكثر من 2000 ورقة بحثية. تم إيداع 93 براءة اختراع بناءً على الاكتشافات التي تم إجراؤها في المعهد منذ عام 1985. مُنحت هيئة التدريس في معهد أبحاث علم الأمراض الجزيئية 17 منحة مجلس البحوث الأوروبي (ERC) منذ إنشاء برنامج المنح هذا في عام 2007؛ حوالي ثلثي أعضاء هيئة التدريس في معهد أبحاث علم الأمراض الجزيئية كانوا من الحاصلين على منحة ERC بحلول عام 2018. وقد حصل خمسة من أعضاء هيئة التدريس في معهد أبحاث علم الأمراض الجزيئية على جائزة فتغنشتاين Wittgenstein منذ عام 1996. حوالي ثلث أعضاء هيئة التدريس أعضاء منتخبون في منظمة البيولوجيا الجزيئية الأوروبية EMBO. في عام 2017، حصل كيم ناسميث (Kim Nasmyth) على جائزة Breakthrough في علوم الحياة عن عمله على التماسك الذي قام به في معهد أبحاث علم الأمراض الجزيئية. بعد عام واحد، حصلت أنجيليكا آمون، طالبة الدكتوراه السابقة في معهد أبحاث علم الأمراض الجزيئية، على نفس الجائزة.

### مرافق

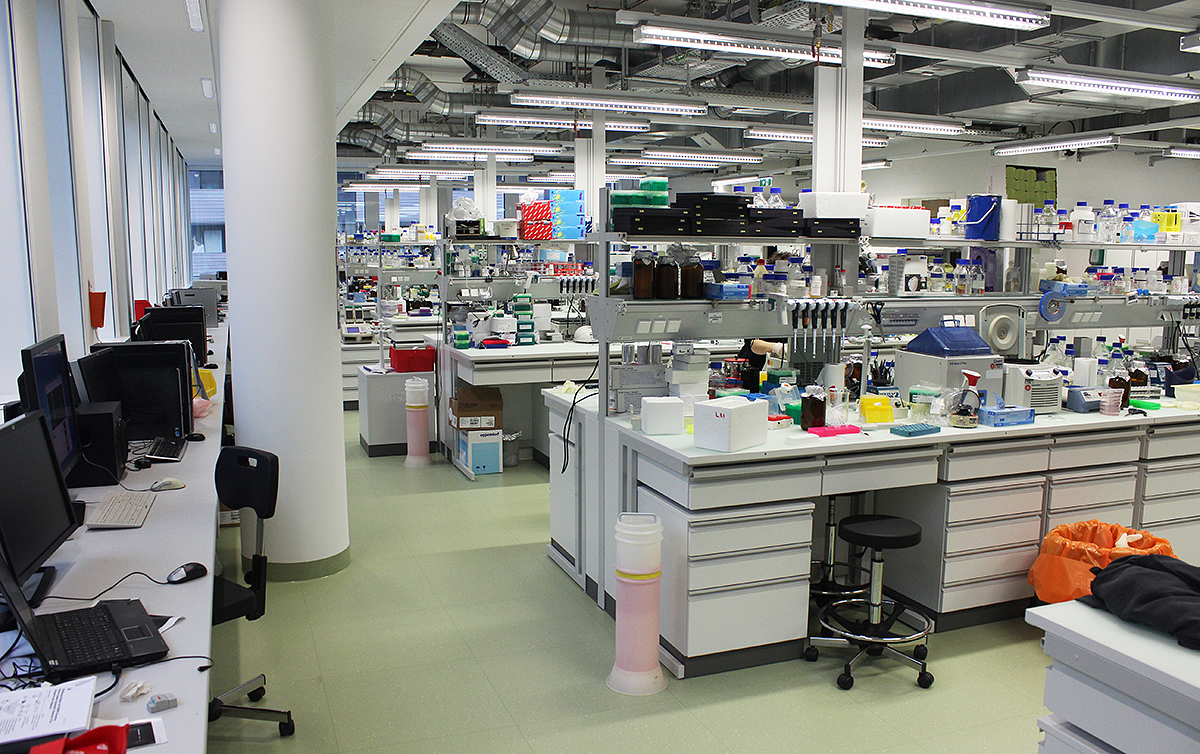
المختبر في معهد أبحاث علم الأمراض الجزيئية. تشترك ثلاث مجموعات بحثية بحد أقصى في المختبر لدعم التواصل والتبادل.

يحتفظ معهد أبحاث علم الأمراض الجزيئية بمجموعة من المرافق الداخلية، يتم صيانتها بالتعاون مع IMBA، والتي توفر الدعم والخدمات العلمية للعلماء في معهد أبحاث علم الأمراض الجزيئية. بالإضافة إلى ذلك، تحتفظ معاهد البحوث الأربعة في منظمة مركز فينيا الحيوي بعدد من الخدمات المشتركة تسمى «مرافق مركز فيينا الحيوي الأساسية» (VBCF). الخدمات المقدمة متاحة لجميع علماء مركز فينيا الحيوي بما في ذلك طاقم معهد أبحاث علم الأمراض الجزيئية.

## التاريخ
كان إنشاء معهد أبحاث علم الأمراض الجزيئية مشروعًا مشتركًا بين شركة بوهرينجر إنجلهيم و شركة جينينتيك (Genentech) وبدأ في عام 1985. تحت إدارة ماكس بيرنستيل (Max Birnstiel)، تم افتتاح أول مبنى للمعهد في عام 1988.
في عام 1992، انتقلت ثلاثة معاهد من كليات العلوم والطب بجامعة فيينا إلى مبنى قريب، يُعرف اليوم بمختبرات مختبرات ماكس بيروتز (MFPL). هذا خلق الأساس للإشارة إلى المنطقة باسم «مركز فيينا الحيوي» (VBC).
في عام 1993، استحوذت شركة بوهرينجر إنجلهيم على أسهم معهد أبحاث علم الأمراض الجزيئية في شركة جينينتيك. بعد تقاعد ماكس بيرنستيل في عام 1997، أصبح كيم ناسميث المدير العلمي.
في عام 2006، تم افتتاح معهدين تابعين للأكاديمية النمساوية للعلوم بالقرب من المعهد الدولي للتكنولوجيا: معهد التكنولوجيا الحيوية الجزيئية (IMBA) ومعهد جريجور مندل (GMI). تتعاون المعاهد الثلاثة بشكل وثيق من خلال الحفاظ على المرافق المشتركة. في نفس العام، أصبح باري ديكسون المدير العلمي لمعهد أبحاث علم الأمراض الجزيئية.
منذ عام 2013، يشغل جان مايكل بيترز منصب المدير العلمي لمعهد أبحاث علم الأمراض الجزيئية. في أواخر عام 2016، انتقل مشروع معهد أبحاث علم الأمراض الجزيئية إلى المبنى الجديد، والذي تم افتتاحه رسميًا في 1 مارس 2017.

## برنامج الدكتوراه
«برنامج VBC PhD» هو برنامج تدريبي دولي لدرجة الدكتوراة يتم تنفيذه بالاشتراك مع معاهد أبحاث Vienna Biocenter الأربعة (IMP و IMBA و GMI و MFPL). القبول في البرنامج تنافسي ويستند إلى إجراء اختيار رسمي. هناك اختياران كل عام، المواعيد النهائية هي 30 أبريل و 15 نوفمبر. تعد المشاركة في البرنامج شرطًا للحصول على درجة الدكتوراه في معهد أبحاث علم الأمراض الجزيئية.

## بناء

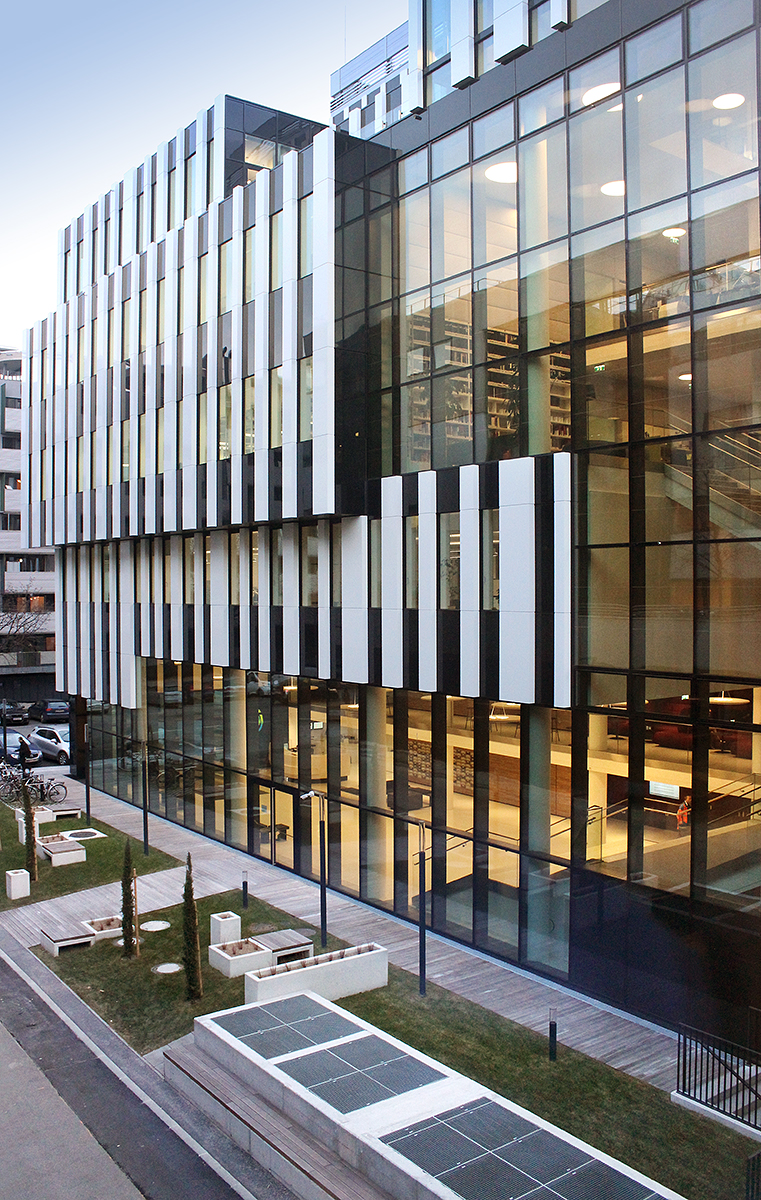
معهد أبحاث علم الأمراض الجزيئية، منظر خارجي.

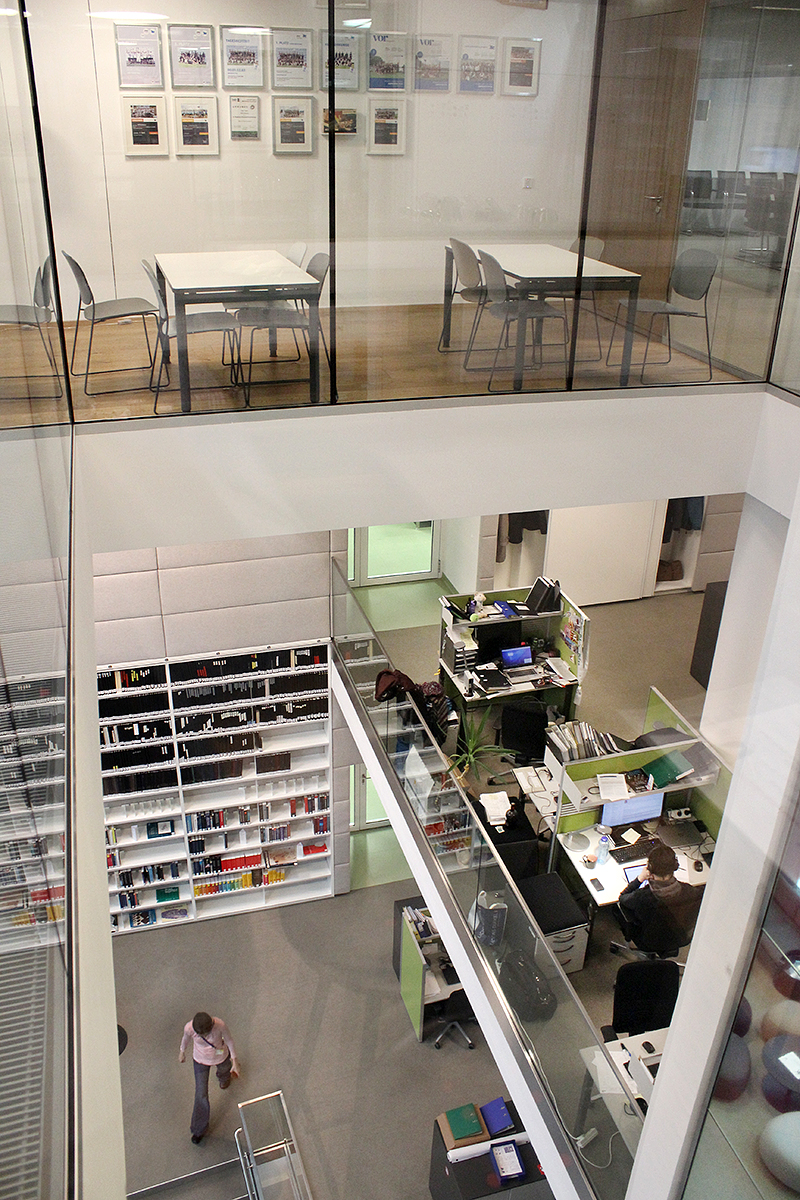
بنية تقسيم المستوى تمزج بين الطوابق المختلفة ووظائف مبنى معهد أبحاث علم الأمراض الجزيئية الجديد.

تم افتتاح مبنى معهد أبحاث علم الأمراض الجزيئية الحالي في Campus-Vienna-Biocenter 1 في عام 2017. ويتألف من 15000 متر مربع من المساحة الإجمالية و 8000 متر مربع من المساحة الصافية، موزعة على ثمانية مستويات.
المبنى يحتوي على 3000 متر مربع للمختبرات و 2000 متر مربع للمكاتب. تتسع قاعة المحاضرات بها حتى 280 فردًا. تحتوي المباني على ست غرف للندوات والمرافق الفنية. بعض المرافق مثل الكافتيريا، وكذلك الخدمات العلمية، مفتوحة للموظفين من كيانات مركز فيينا الحيوي الأخرى ومبنى معهد أبحاث علم الأمراض الجزيئية متصل بمبنى معهد التكنولوجيا الحيوية الجزيئية المجاور من خلال جسر.
بنية تقسيم المستوى تمزج بين الطوابق والوظائف المختلفة لمبنى IMP الجديد.
تشير العديد من ميزات المبنى إلى الأبحاث البيولوجية: يجب أن تشبه خطوط ميزات الواجهة أشرطة الحمض النووي كما هو موضح في الرحلان الكهربائي للهلام؛ الأغطية الزجاجية للمصعد المركزي مغطاة برقائق ثنائية اللون والتي تستخدم أيضًا في المرشحات للفحص المجهري الضوئي. تكاليف المشروع البالغة 52 مليون يورو تحملتها شركة بوهرينجر إنجلهيم الراعي الرئيسي لبرنامج مبنى معهد أبحاث علم الأمراض الجزيئية.

## المجلس الاستشاري العلمي
من أجل الحفاظ على مستوى عالٍ من البحث، يستخدم معهد أبحاث علم الأمراض الجزيئية عملية مراجعة مستمرة وتعليقات. يجتمع المجلس الاستشاري العلمي، المكون من علماء متميزين، مرة واحدة سنويًا ويناقش جودة وأهمية وتركيز الأبحاث التي يتم إجراؤها في معهد أبحاث علم الأمراض الجزيئية. ترأس المجلس الاستشاري العلمي ليزلي فوسشال من جامعة روكفلر. وأعضاؤها الآخرون هم أنجيليكا آمون (معهد ماساتشوستس للتكنولوجيا)؛ هانز كليفرز (معهد هوبريخت)؛ مايكل هوسر (كلية لندن الجامعية)؛ نوربرت كراوت (بورنغير إنجلهايم)؛ دان ليتمان (مركز لانغون الطبي بجامعة نيويورك)؛ رسلان ميدجيتوف (كلية الطب بجامعة ييل / HHMI)؛ توم رابوبورت (كلية الطب بجامعة هارفارد)؛ ديرك شوبيلر (معهد فريدريش ميشر).

## التمويل
يتم توفير ميزانية تشغيل معهد أبحاث علم الأمراض الجزيئية إلى حد كبير من قبل شركة بوهرينجر إنجلهيم. يأتي الدعم من المنح الممنوحة للعلماء والمشاريع الفردية من قبل وكالات التمويل الوطنية والدولية مثل صندوق العلوم النمساوي (FWF)، والصندوق النمساوي لتشجيع البحوث الصناعية (FFG)، وصندوق فيينا للعلوم والتكنولوجيا (WWTF)، والحكومة الفيدرالية النمساوية، وبرنامج برنامج علوم الحدود البشرية (HFSP)، والاتحاد الأوروبي (EU).

## شخصيات بارزة

### قادة المجموعة
مينراد بوسلينجر: التزام الخلايا الجذعية في تكون الدم
تيم كلوزين: الآليات الجزيئية لمراقبة جودة البروتين
جان مايكل بيترز: الانقسام وبيولوجيا الكروموسوم
ألكساندر ستارك: بيولوجيا أنظمة الأشكال التنظيمية والشبكات - نحو فهم التعبير الجيني من تسلسل الحمض النووي
إيلي تاناكا: الآليات الجزيئية لتجديد الفقاريات
ديفيد كييس: الأنابيب الدقيقة والاستقبال المغناطيسي

### الخريجين
أنجليكا آمون، طالبة ماجستير / طالبة دكتوراه، 1989-1993
دينيس بارلو، قائد المجموعة، 1988-1996
هارتموت بوغ، عالم كبير 1988-2010
أدريان بيرد، عالم كبير 1987-1990
ماكس بيرنستيل، العضو المنتدب 1989-1996
باري ديكسون، قائد المجموعة 1998-2002؛ العضو المنتدب 2006-2012
توماس جينوين، قائد المجموعة/ كبير العلماء 1993-2008
كيم ناسميث، عالم أول / مدير عام 1989-2003
جوليو سوبرتي فورجا، طالب دكتوراه 1988-1990
فرانك أولمان، ما بعد الدكتوراه 1997-2000
اروين واجنر، عالم كبير / نائب مدير 1988-2008
مارتن زينك، قائد المجموعة 1988-1995